# شوهی یوکویاما
شوهی یوکویاما (انگلیسی: Shohei Yokoyama؛ زادهٔ ۹ اوت ۱۹۹۳) بازیکن فوتبال اهل ژاپن است.